# 鍾會

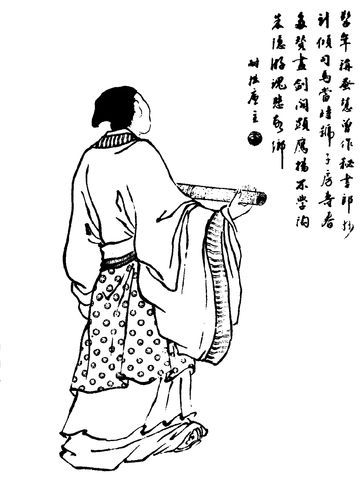
钟会

鍾會（225年—264年3月3日），字士季，潁川郡長社县（今中国河南省長葛東部）人，三国時期曹魏大臣，官至司徒。曹魏太傅鍾繇的幼子、異母兄鍾毓也在曹魏官至後將軍。是滅亡蜀漢的曹魏將領之一，同時也有玄學家、書法家的一面。入蜀後和姜維聯手發動叛變，最後死於亂軍之中。

## 生平

### 精練策數
鍾會出生時，父親鍾繇已經七十多歲。生母張昌蒲是鍾繇的妾，但根據鍾會所作的傳記，家世良好且有學問，十分注重教育。鍾會自敘在母親教導下，四歲時開始學習《孝經》，七歲誦讀《論語》，八歲誦《詩》，十歲誦《尚書》，十一歲誦《易》，十二歲誦《春秋左氏傳》、《國語》，十三歲誦《周禮》、《禮記》，十四歲讀其父鍾繇所撰寫的《易記》，十五歲進入太學進行深造。
鍾會年輕的時候敏惠夙成。有才數技藝而博學，精練名理，以夜續晝，甚得名譽。二十歲左右時與王弼齊名，並荀融等人，以《易經》和《老子》的學問知名。

### 典知密事
正始五年（244年），起家担任秘書郎的職務。正始八年（247年），升遷為尚書郎。嘉平元年（249年），鍾會當上了中書侍郎。該年發生高平陵之變時，鍾會隨侍在皇帝曹芳身邊。
254年，高貴鄉公曹髦登上帝位時賜與他關內侯的爵位。此時鍾會之兄鍾毓擔任廷尉法辦了夏侯玄，鍾會則在跟隨大將軍司馬師討伐毌丘儉叛亂時，掌管機要。
255年，司馬師在許昌過世，於是由時任衛將軍的司馬昭接掌軍權，鍾會在軍中規劃戰略。亂事剛平定不久，朝中就有詔書傳來，敕令尚書傅嘏率領軍隊，衛將軍司馬昭則暫時留守許昌等候調度。鍾會與傅嘏謀劃，讓傅嘏上表給皇上，直接就讓司馬昭一起率軍，回到雒水南部駐屯。於是曹魏朝廷拜司馬昭為大將軍、輔政，鍾會遷任黃門侍郎、並受封東武亭侯的爵位，有三百戶的食邑。
司馬師曾問鍾會如何評價皇帝曹髦，鍾會回答：「文同陳思，武類太祖」意思是稱讚曹髦文采如同陳思王曹植，武能比太祖曹操。鍾會任職黃門侍郎時，曹髦常與鍾會及司馬望、王沈、裴秀等人在皇宮中的東堂講宴，並替他們各取了綽號。鍾會任職侍郎期間，曾記錄皇帝曹髦與群臣評價夏朝少康與漢高祖優劣的對談。
魏高貴鄉公甘露二年（257年），鍾會生母張昌蒲去世，鍾會為其母作傳，不稱母親為妾而稱作命婦，並記錄皇帝曹髦下詔令大將軍司馬昭厚加餽贈喪儀。鍾會為生母服喪在家時，聽聞朝廷徵召諸葛誕為司空，鍾會認為諸葛誕必不會從命，趕去找司馬昭，司馬昭回應說事情已經施行不會再更改。後來諸葛誕就起兵反叛了。魏帝曹髦御駕親征，駐軍項城，命令時任黃門侍郎的鍾會和散騎常侍裴秀跟隨大將軍司馬昭一起前去討伐在壽春叛亂的諸葛誕。鍾會使用計謀，誘使東吳將領全懌出降，讓壽春城內各將領彼此分裂，最後順利攻下壽春。大軍凱旋後，朝廷欲晉升鍾會為太僕，但鍾會堅辭不受，於是被任命為中郎在大將軍府管記室事，意思是以皇帝近侍官的身份掌管大將軍府文書機要。又因討伐諸葛誕有功，朝廷封其为陳侯，但又多次不受，於是皇帝曹髦下诏表揚他功成不居的處事態度。

### 當世與奪
魏帝曹髦遭殺害後，大約在魏元帝景元元年年末（261年），鍾會接任王祥為司隸校尉。司隸校尉雖然不是宮中職位，鍾會持續發揮他的政治影響力，握有賞罰生殺之權，比如計畫了誅殺嵇康一事。在任職司隸校尉期間，他從獄中拔擢曾為王經哭喪的向雄為都官從事，即司隸校尉屬官。

### 大舉圖蜀
魏元帝景元三年（262年），司馬昭任命鍾會當鎮西將軍，假節鉞，並且掌管關中的所有軍事。
263年八月，受司馬昭之命，與鄧艾和諸葛緒等人以十八萬兵力，分東中西三路攻蜀，意圖滅蜀。鍾會率主力十餘萬人，再分三路分別從斜谷、駱谷、子午谷進軍漢中，不久攻陷陽平關，並派人祭拜了諸葛亮的墳墓。其間奪了諸葛緒的權，並吞併其兵力。姜維不得已，退守劍閣。鍾會大軍攻打劍閣，卻被姜維絆住，相持于此。在此期间，鍾會發布檄文昭告蜀漢軍民。
這時，鄧艾偷渡阴平，奇襲進軍向成都，于绵竹擊殺諸葛瞻，劉禪率眾投降。姜维听闻诸葛瞻兵败，又听到许多关于劉禪的传言，于是引军弃剑阁往成都。鍾會即率大军到达涪縣，同时派遣部下追赶姜维。刘禅遣使敕姜維等令降於鍾會，姜維得知消息後歸降於鍾會。鍾會於是禁止士兵搶奪侵擾，向蜀漢官員釋出善意，與姜維建立交情。此前鍾會在汉中时從蔣琬的兒子蔣斌處問到蔣琬葬在涪縣，于是去涪縣祭拜了蔣琬。
十二月，魏帝曹奐下詔任命鍾會為司徒，並且進封他為縣侯，增加一萬戶的食邑，另外還封他的兩個兒子為亭侯，各給予一千戶的食邑。

### 謀反身死
平蜀後，鍾會密報司馬昭說鄧艾居功自傲、想要謀反，司馬昭便命令鍾會把鄧艾關進囚車解押回朝。於是鍾會進軍成都，監軍衛瓘先行，把司馬昭的手諭傳達給鄧艾的士兵，於是鄧艾的士卒皆放下武器，並將鄧艾押入囚車。而後，鍾會又收到司馬昭書信，說怕鍾會收服不了鄧艾，已派中護軍賈充率領步兵騎兵萬人通過斜谷、屯軍樂城，司馬昭自己則率領十萬兵士屯軍長安。
魏元帝景元五年（264年）正月十六日，鍾會集合了護軍、郡守、牙門騎督以上武將官員及蜀漢故官，在蜀漢朝堂為剛逝世的郭太后發喪，同時宣稱自己手握太后遺詔，決意起兵滅掉司馬昭，把武將官員們都關在城中，自認能把軍隊控制在自己手中。鍾會似乎原本打算派姜維率蜀兵出斜谷，佔領長安，再派騎兵經陸路、步兵經水路會合於洛陽，就能翻轉天下局勢；又或者，打算據守蜀地。然而護軍胡烈藉著飲食傳送的機會，與城外的兒子聯絡，用計致使城外諸軍混亂。《晉書》又有一說，是監軍衛瓘裝病，到城外聯絡諸軍。正月十八日，軍隊突然圍攻進城，鍾會與姜維及一眾蜀漢官員一起死於兵亂之中，終年四十歲。

## 軼事

### 鍾氏兄弟
- 《世說新語· 言語篇》中有描寫鍾會小時機敏的故事。記曰鍾毓與鍾會年少時即有美名，因此鍾毓13歲時，魏文帝曹丕聽說了此事，就對他們的父親鍾繇說：「可以叫這兩個孩子來見我。」鍾毓、鍾會於是奉旨晉見。文帝見鍾毓臉上有汗，便問：「你臉上為什麼有汗？」鍾毓回答：「戰戰惶惶，汗出如漿。」但見鍾會臉上無汗，便問：「那你為什麼不出汗？」鍾會回答：「戰戰慄慄，汗不敢出。」然歷史上曹丕駕崩時（226年），鍾會不滿二歲，故此軼事當為小說家所杜撰。而此文亦是中華民國國民中學國文科標準教材。
- 《世說新語·言語篇》還有另一篇關於鍾毓鍾會兄弟的故事，話說鍾毓兄弟小時候，父親午睡時，一起偷喝了藥酒。這時父親其實已經醒來，只是假睡好觀察兩人。鍾毓拜而後飲，鍾會飲而不拜。事後父問鍾毓為什麼拜，鍾毓說：「酒以成禮，不敢不拜。」又問鍾會為什麼不拜，鍾會回答：「偷本非禮，所以不拜。」同樣在《世說新語·言語篇》，也有另一篇講孔融的兒子偷酒喝不行禮的故事，但並沒有對比兩兄弟的表現。
- 鍾會為其母張昌蒲作傳。其中寫到，張昌蒲懷孕時，另一位夫人孫氏在其飲食中暗中下藥。後來鍾繇發覺，將孫氏趕出家門。《三國志》注引《魏氏春秋》寫，鍾繇因寵愛鍾會的母親而休妻，此事連卞太后都出面說話讓魏文帝曹丕下詔要鍾繇迎回妻子，鍾繇不肯甚至鬧自殺自殘，曹丕只好放棄。最後張昌蒲沒有被扶正，而是另立賈氏為正妻。《通典》記載有鍾毓為被休的母親服喪的議論[8]。似乎可以推論，孫氏就是原本鍾繇正妻，而孫氏可能是鍾毓的母親。
- 《世說新語·巧藝篇》寫，荀勖的母親是鍾會堂姊，荀勖早年喪父依附鍾氏，鍾會卻與這個堂甥交情不合。荀勖有價值百萬的寶劍寄放在母親鍾夫人處。鍾會擅長書法，模仿荀勖筆跡寫信向鍾夫人取劍，偷走了就不還了。荀勖知道是鍾會卻沒辦法，想辦法報仇。後來鍾氏兄弟用千萬建了一個宅子，蓋得很精緻，還沒搬進去住。荀勖很會畫畫，就偷偷跑進新宅門堂畫了鍾繇畫像，衣冠狀貌栩栩如生。鍾氏兄弟進門看見畫像，非常悲傷，新宅就此空廢了。又，鍾會〈蒲萄賦序〉寫到：「余植蒲萄于堂前，嘉而賦之，命荀勖并作。」似乎可見鍾會與荀勖兩人的親近。

### 名士之交
- 《三國志》寫鍾會弱冠時與王弼名聲並列。《三國志》注引何劭為王弼作傳提到，王弼與鍾會有交情，鍾會論議以校練考核名實為主，但常佩服王弼高尚的志趣。
- 《三國志》寫傅嘏喜歡討論「才性同異」的問題，鍾會作《四本論》進行整理探討。《三國志》注引《傅子》記載，傅嘏論才性很精妙，很少人能達到他的高度。鍾會雖然年紀較輕，傅嘏認同他觀察判斷的能力，而與他有交情。
- 《三國志》注引《世語》中描寫夏侯玄捲入政爭被收押時，鍾毓當時擔任執法的廷尉。鍾毓哭著替夏侯玄寫罪狀，而鍾會則藉機想與夏侯玄結交，卻遭到夏侯玄嚴正拒絕。
- 《三國志》寫，鍾會是殺害名士嵇康的主謀，但並沒有說明原因。《三國志》注引《嵇氏譜》、及《晉書》寫，鍾會曾率眾拜訪嵇康卻不被嵇康理會，因而懷恨在心，所以藉著呂巽呂安兄弟的案件，勸司馬昭殺死嵇康。在《世說新語·文學篇》描寫了鍾會與嵇康的交流，鍾會寫成了《四本論》後，想給嵇康看，又害怕他的問難，就從門外把《四本論》丟進去自己跑掉了。
- 《晉書》也描寫，鍾會常常詢問阮籍時事問題，想要挑出毛病定罪，而阮籍因總是酣醉而倖免。北宋晁載之《續談助》中有這樣一段文字，寫鍾會曾向人說：「吾年少時一紙書，人云是阮步兵書，皆字字生義，既知是吾，不復道也。」
- 《晉書》寫，山濤與鍾會、裴秀都有交情，儘管鍾裴二人爭權不和，山濤居中與兩人關係如故。
- 《世說新語·賞譽篇》寫鍾會評價王戎和裴楷：「裴楷清通，王戎簡要。」《晉書》寫，鍾會將裴楷推薦給司馬昭。裴楷對鍾會的評價則是：「如觀武庫森森，但見矛戟在前。」另又載，鍾會伐蜀前曾拜訪王戎，王戎提醒鍾會：「道家有言，『為而不恃』，非成功難，保之難也。」
- 《三國志·蔣琬傳》中寫，鍾會伐蜀時路經陽平關，派人祭拜諸葛亮的墳墓。並且寫信給駐守漢城的蔣琬之子蔣斌，信中寫道：「巴蜀賢智文武之士多矣。至於足下、諸葛思遠，譬諸草木，吾氣類也。桑梓之敬，古今所敦。西到，欲奉瞻尊大君公侯墓，當洒埽墳塋，奉祠致敬。願告其所在！」諸葛思遠，即諸葛瞻。隨後蔣斌也回信告知了父親的墳墓在涪縣。之後鍾會路過涪縣的時候，也真的去祭拜了蔣琬。
- 《三國志·姜維傳》寫，鍾會滅蜀後與蜀漢將領姜維交好，曾向杜預說出對姜維的評價：「以伯約比中土名士，公休、太初不能勝也。」公休即諸葛誕，太初即夏侯玄。

### 司馬家族
- 《三國志》注引《世語》寫，司馬師命中書令虞松作表，幾經修改不能滿意，鍾會幫助虞松更改了五個字，司馬師因此認識到鍾會的才能。而鍾會為了應付虞松口中「博學明識，無所不貫」的司馬師，閉門精思了十天。兩人見面談了一整天，結束後司馬師拍手嘆息說：「此真王佐材也！」裴松之不認同這篇記載，他認為鍾會的名聲應該不需要透過虞松引薦給司馬師。
- 《世說新語·賢媛篇》中寫許允捲入政爭被司馬師殺害，司馬師派鍾會拜訪許允的妻兒，許允的妻子認為兒子們的才能不高，囑咐兒子們平常心面對即可。鍾會回去後，許允的兒子們並沒有被牽連。
- 《世說新語·排調篇》寫司馬昭與陳群的兒子陳泰、陳矯的兒子陳騫同車，呼喚鍾會上車，還沒等他來就先開車了，後來碰面的時候司馬昭說：「與人期行，何以遲遲？望卿遙遙不至。」意思是因鍾會父親鍾繇的「繇」與「遙」同音，故意拿父諱的諧音戲弄他。鍾會不甘示弱回答：「矯然懿實，何必同群？」用八個字講出三人父親的名字。司馬昭不放棄直接明著來，問：「皋繇何如人？」鍾會又答：「上不及堯、舜，下不逮周、孔，亦一時之懿士。」同樣在《世說新語·排調篇》，也有另一篇講鍾毓被司馬師、陳泰以及武周的兒子武陔等人戲弄的故事，鍾毓同樣用「古之懿士」「君子周而不比，群而不黨」回答。
- 《三國志》注引《漢晉春秋》、及《晉書》寫，鍾會死後屍體無人殮葬，向雄便出面收葬鍾會。原來數年前王經因曹髦事被殺，向雄曾為王經哭喪，向雄事後因別的事件而被關押，時任司隸校尉的鍾會任命在監獄中的向雄為都官從事，即司隸校尉屬官。司馬昭責問向雄：「王經去世，你在東市哭他，我不問罪。鍾會叛逆，你又安葬，我若寬容你，那還有王法嗎？」向雄說：「從前先王掩埋刑人的屍體，仁流朽骨，當時難道先占卜功過後才安葬嗎？現在法已施行，依法已完備。我因道義所感化而收葬他，道義上也沒有過錯。法立於上，敎弘於下，為什麼一定要讓我立身於違背生死常理呢？殿下把他的枯骨棄在荒野，作為將來的賢人的口實，不太可惜嗎？」司馬昭聽後款待並放過了向雄。
- 《晉書》寫，西晉時馮紞意圖阻礙張華的仕途，向司馬炎進言表示，鍾會之亂司馬昭也有責任，因司馬昭太過重用鍾會。司馬炎問：「當今難道有像鍾會的人嗎？」馮紞給予暗示。日後張華果然不被司馬炎重用。

### 瘟神同名
- 干寶《搜神記》卷五「散騎侍郎王佑疾困」故事中有：「上帝以三將軍趙公明、鍾士季各督數鬼下取人。」南宋天心派道士路時中所撰《無上玄元三天玉堂大法》卷十三論述瘟神行瘟之源由和制瘟之法，云：「但今末世，時代澆薄，人心破壞，五情亂雜……東方青瘟鬼劉元達，木之精，領萬鬼行惡風之病；南方赤瘟鬼張元伯，火之精，領萬鬼行熱毒之病；西方白瘟鬼趙公明，金之精，領萬鬼行注氣之病；北方黑瘟鬼鍾士季，水之精，領萬鬼行惡毒之病；中央黃瘟鬼史文業，土之精，領萬鬼行惡瘡癰腫。」之後瘟神鍾士季的名字，又轉變為鍾仕貴、鍾士秀等形音相近的名字。沒有直接證據說明瘟神鍾士季源於鍾會，但有人認為鍾會封神一事與六朝崇拜敗軍死將為鬼神的信仰有關，如項羽演變為項王神，蘇峻演變為蘇侯神的例子。[9]

## 著述

### 學術主張
- 《三國志》記載，鍾會死後，在鍾會家中找到有書二十篇，名曰《道論》，而書的內容屬於「刑名家」；又提到鍾會曾論才性同異、易無互體。《隋書·經籍志》、《舊唐書·經籍志》及《新唐書·藝文志》記有《周易盡神論》、《周易無互體論》、《周易論》、《老子道德經注》、《芻蕘論》、《鍾會集》等著作流傳至隋唐。牟宗三認為鍾會兼論才性與注老易，可謂從「才性名理」至「玄學名理」的轉關人物。[10]
- 鍾會曾就「才性同異」問題作《才性四本論》，簡稱《四本論》。才性之辯是當時受到重視的議題。《四本論》的內容已經散佚，只知道以下大綱。《世說新語》注引《魏志》提到:「會論才性同異傳於世。四本者，言才性同，才性異，才性合，才性離也。尚書傅嘏論同，中書令李豐論異，侍郎鍾會論合，屯騎校尉王廣論離。」[11]
- 鍾會主張「易無互體」，也就是反對把二至四、三至五爻推為新的卦象。當世荀顗曾就互體這個題目與鍾會辯論。與鍾會友好的王弼，在《周易略例》中也曾批評互體。
- 關於鍾會的《老子道德經注》，近代研究者從《文選》李善注、陸德明《老子音義》及宋朝道士李霖的《道德真經取善集》中找出二十四條鍾會《老子注》的內文，鍾會的《老子注》中似乎可以見到漢代宇宙論的影響，且具有漢代章句之學的特點，另又以內外關係詮釋有無，與王弼的以無為本有所不同。[12]
- 鍾會曾常常對人說過：「我年輕時寫一紙信，人們都以為是阮籍寫的信，他們覺得字字生義。後來他們知道是我寫的，全都閉嘴不再說話了。」[13]

### 文學遺篇
- 《昭明文選》收錄鍾會〈檄蜀文〉。劉勰《文心雕龍》評論：「鍾會檄蜀，徵驗甚明；桓溫檄胡，觀舋尤切，並壯筆也。」
- 明張溥所編《漢魏六朝百三家集》，輯有《鍾司徒集》。張溥題詞中對鍾會文章評價為：「覽其遺篇，彬彬儒雅，則猶魏文七子餘澤矣。」《全三國文》收錄有鍾會詩賦及著作的片段。

## 书法成就
- 鍾会之父为著名书法家鍾繇，而鍾会本身在书法上亦有相当造诣，唐朝时尚有作品传世。
  - 唐张彦远《法书要录》引梁庾元威《论书》目鍾会为九品中的“上品之下”。
  - 唐张怀瓘《书议》评价鍾会的书法为“真书第五”，“章书第六”“草书第七”。将钟会的隶书、行书、章草和草书置于妙品中，仅次于神品。称其为：“稍备筋骨，美兼行草，尤工隶书。遂逸致飘然，有凌云之志。”“蔡邕、张昶、荀勖、皇象、韦诞、钟会。度德比义，崔、张之亚也，可微劣右军（王羲之）行书之价。——以上六人第二等。”引窦臮《述书赋》赞鍾会之书法“观士季之轨辙，审鍾家之超越。将遗古而偕能，与象贤而蹈拙。如后生之可畏，实气盖于前哲。”
  - 南齐王僧虔《论书》曰：“张芝、索靖、韦诞、钟会、二卫，并得名前代。古今既异，无以辨其优劣，惟见笔力惊绝耳。”
  - 梁武帝萧衍《古今书人优劣评》称“钟会书有十二意，意多奇妙。”
  - 《杜工部草堂诗笺》注引袁昂《论书》云：“钟书有十二种意外巧妙，实亦多奇。”
  - 梁庾肩吾《书品论》，分书法家上中下品，有十七人为上品、另有四十八人为中品，五十六人为下品。取三人为上品之上（张芝、钟繇、王羲之），五人为上品之中（崔瑗、杜度、师宜官、张昶、王献之），……索靖（幼安）、梁鹄（孟皇）、韦诞（仲将）、皇象（休明）、胡昭（孔明）、钟会（士季）、卫瓘（伯玉）、荀舆（长胤）、阮研（文几）此九人为上品之下。 “士季之范元常，犹子敬之禀逸少。而功拙兼效，真草皆成。”
  - 唐李嗣真《书后品》载：“……始于秦氏，终唐世，凡八十一人，分为十等。上中品七人。蔡邕、索靖、梁鹄、钟会、卫瓘、韦诞、皇象……钟、索迹虽少，吾家有小钟正书《洛神赋》，河南长孙氏雅所珍好，用子敬草书数纸易之。”可见，唐朝之时还有钟会书法作品《洛神赋》，今不可见也。
  - 唐韦续《墨薮》曰：“上古创意制字，务在形质。自夏禹之后，乃精妙间生，体操屡移，实难具美。今继真约古，晶藻录其长，分为三等，皆旁通上中下，总一百九人，列之于后。”钟会八分被归为上下类。
  - 唐卢元卿《法书录》云：“贞元十一年正月，于都官郎中窦众兴化宅见王廙书、钟会书各一卷。”钟会书法作品此时仍存于世。
  - 但有人认为钟会的书法离钟繇的书法还有很大距离。唐武平一《徐氏法书记》日：“先贤所评，子敬之比逸少，犹士季之比元常，言去之远矣。”
- 鍾会又善于效仿他人书法，伐蜀胜利后，曾伪造邓艾书信使司马昭对邓艾产生怀疑下令收押邓艾。鍾会趁机兼并了邓艾的军队。《世说新语》亦记载有鍾会假冒外甥荀勖笔迹，骗取荀勖的宝剑之事。

## 評價

### 當世評價
- 蔣濟：「非常人也。」（《三國志·鍾會傳》）
- 曹髦：「會典綜軍事，參同計策，料敵制勝，有謀謨之勳，而推寵固讓，辭指款實，前後累重，志不可奪。」（《三國志·鍾會傳》）
- 傅嘏：「子志大其量，而勳業難為也。可不慎哉！」（《三國志·傅嘏傳》）
- 鍾毓：「会挟术难保，不可专任。」（《三国志·魏书二十八·鍾会传》）
- 陳壽：「壽春之破，會謀居多，親待日隆，時人謂之子房。」（《三國志·鍾會傳》）；「王凌風節格尚，毌丘儉才識拔幹，諸葛誕嚴毅威重，鍾會精練策數，咸以顯名，致茲榮任，而皆心大志迂，不慮禍難，變如發機，宗族塗地，豈不謬惑邪！」（《三國志·王毌丘諸葛鄧鍾傳第廿八評》）
- 司馬師：「此真王佐材也！」（《三國志·鍾會傳》注引《世語》）
- 夏侯霸：「有鍾士季，其人管朝政，吳、蜀之憂也。」（《三國志·鍾會傳》注引《世語》）又曰：「有鍾士季者，其人雖少，終為吳、蜀之憂，然非非常之人亦不能用也。」（《三國志·鍾會傳》注引《漢晉春秋》）
- 辛憲英：「會在事縱恣，非特久處下之道。」（《三國志·鍾會傳》注引《世語》）
- 姜維：「聞君自淮南已來，算無遺策，晉道克昌，皆君之力。今複定蜀，威德振世，民高其功，主畏其謀，欲以此安歸乎！夫韓信不背漢於擾攘，以見疑於既平，大夫種不從范蠡於五湖，卒伏劍而妄死，彼豈暗主愚臣哉？利害使之然也。今君大功既立，大德已著，何不法陶朱公泛舟絕跡，全功保身，登峨嵋之嶺，而從赤松遊乎？」（《漢晉春秋》）
- 裴楷：「如觀武庫森森，但見矛戟在前」。（《世說新語．賞譽》《晉書·裴楷傳》）
- 王元姬：「會見利忘義，好為事端，寵過必亂，不可大任。」（《晉書》）
- 荀勗：「鍾會雖受恩，然其性未可許以見得思義，不可不速為之備。」（《晉書》）

### 後世評價
- 李石：「蒼龍甲戌歲，修築周公殿。文翁至高君，學校已再變。順考興平年，寔紀漢之獻。或云鍾會書，入木字隠見。自獻而至會，朔曆斗杓轉。會初入蜀時，意不止弱禪。有如猿猱繫，百巧欲伺便。殺女不作難，機鋒劇刀箭。會書固出繇，家法素所善。至學艾筆跡，暮夜走郵傳。老昭豈易欺，真僞猝難辨。欺昭爾尚可，蜀士多秀彥。當其下筆時，寧不愧顔面。雖蒙黼藻文，不揜糞土賤。周公儻有靈，白日下雷電。」(〈殿柱記〉)
- 陈普：「身在成都已孟津，霎时飞首过函秦。子房智勇裁如此，不悟诛秦灭项人。」「诸葛风流尚未休，山川为斩邓锺头。至今青史忧吴蜀，莫把知人责夏侯。」（《陈普诗选》）
- 罗贯中：「汉时良将后，幼作秘书郎。当世夸英俊，时人号子房。寿春多赞画，蜀郡逞轩昂。不学陶朱法，游魂返故乡。」
- 王夫之：「（评郭崇韬）蹑钟会之已迹而益以贪，则必罹卫瓘之网罗而弗能辩，诛死在眉睫而不悟，其工也，正其愚矣。」（《读通鉴论》卷二十九）
- 張溥：「鍾士季弱冠與王輔嗣並知名，其論易無互體、才性異同，厥㫖不殊。然山陽易註，光列學宮，而潁川玄辨，寂爾不顯，豈才地經營，方期功業，無暇立言，或者身族糜覆，策書烟銷，微言玅義，莫得而聞也。志云：道論二十篇係士季文筆；今不獲見，其他亡軼，可以類推。命婦傳善言母徳，宗述教訓，在齊女傅母、魯季敬姜之間；乃鳴鶴白茅、樞機慎密，母誨至勤，胡為破蜀以後，頓忘執手之戒，自取滅門？夫司馬專國，䀝睨魏鼎，奄有西土，勢必自帝；魏亡於司馬與亡於士季等亡爾。使反謀果成，步騎並發，縛文王父子，告廟釁鼓，奠安大魏，功豈在閎、散以下；即不然，同為篡臣，割地而守，未知誰雌雄也。時違其才，傾跌須臾，亂兵登城，英雄駢死；天相司馬，非盡士季之失。抑覽其遺篇，彬彬儒雅，則猶魏文七子餘澤矣。」(《漢魏六朝百三家集》 )
- 余嘉锡：「观其赏誉人者，如钟会、王戎、王衍、王敦、王澄、司马越、桓温、郗超、王恭、司马道子、殷仲堪之徒，并典午之罪人。被赏誉者，若乐广、郭象、刘舆、祖约、杨佺期、王应之类，亦金行之乱贼。则其高下是非，又恶可尽信哉！」（《世说新语笺疏：赏誉第八》）(句中「典午」是「司馬」之隱語，「金行」則指晉朝因晉為金德。)
- 吕思勉：「魏武帝亡歿了，繼之而得志的，卻是司馬氏父子。忠君愛民的心地，光明磊落的行為，全都看不見了，......幾千年來，封建社會的道德，真個就此完了麼？不，任何一種社會現象，都沒有突然而興，也沒有突然而絕的。雖然在其衰敗垂絕之時，也總還有一兩人，出而為神龍掉尾的奮鬥。這正和日落時的餘暉一般，流連光景的人，更覺得其可愛了。」「鍾會為什麼要造反呢？他是司馬師、司馬昭的心腹，人家稱他為張子房的。......這時候的司馬氏，是不容易推翻的，他豈有不知之理？況且他也向來是個文臣，如何會忽有野心，想要推翻司馬昭呢？我們看這個，就知他一定有大不得已的苦衷。」「钟会是个文人，很有学问的，不是什么不知义理的武人，他要尽忠于魏朝，是极合情理的。所以钟会可说和王凌、毌丘俭、诸葛诞一样，都是魏朝的忠臣，并不是自己有什么野心。而他的谋略，还在这三人之上，亦且兵权在手，设使没有北兵的叛变，竟从长安而下，直指洛阳，这时候司马氏的大势如何，倒是很可担忧的了。」「钟会的效忠于魏。姜维的效忠于汉，又可称封建道德之下的两个烈士了。」(《三國史話》〈姜維與鍾會〉)

## 家庭

### 曾祖父
- 鍾皓，字季明，东汉名士。於《後漢書·卷六十二》有傳。[14]鍾氏是潁川大族，家族擅長於刑律。鍾皓終生未仕，以詩律教授門徒千餘人。與荀淑受當時士大夫所歸慕，李膺常歎曰：「荀君清識難尚，鍾君至德可師。」

### 祖父
- 鍾迪，曾任潁川郡主簿，因黨錮不仕。

### 父
- 鍾繇，字元常，東漢末年為司隸校尉，鎮守關中，被曹操譽為蕭何。曹魏時為廷尉、太尉，曹叡即位後封定陵侯、升遷為太傅，死時魏帝曹叡素服弔唁。諡號「成侯」。也是著名書法家。

### 母
- 張昌蒲，鍾繇的妾，太原兹氏人。甘露二年二月病死，年五十九。
- 贾氏，嫡母。孙氏被鍾繇休妻後，钟繇更纳贾氏。

### 兄弟
- 鍾毓，字稚叔，鍾會的異母兄。太和二年(228年)為黃門侍郎。繼承鍾繇爵位定陵侯，後歷任曹魏廷尉、尚書、後將軍，都督徐州、荊州軍事。死後追贈车骑将军，諡「惠侯」。
- 鍾劭。《三國志‧鍾繇傳》：「初，文帝分毓戶邑，封繇弟演及子劭、孫豫列侯。」可以解釋為鍾繇的兒子，也可以解釋為鍾繇弟弟鍾演的兒子。如果當作是鍾繇的兒子，是鍾會的異母兄。

### 其他
- 鍾毅，鍾會養子，本為鍾會兄子。鍾會败亡後被诛。唐朝韋續《墨藪》書中記有鍾毅擅長行隸，被評為下上。
- 荀勗，鍾會的堂甥，也就是堂姊的兒子。祖父是荀爽。西晉時官至中書監、尚書令，封濟北郡侯，死後追贈司徒，諡「成侯」。擅長於音樂和繪畫。因早年喪父成長在鍾家，和鍾會頗有互動。
- 鍾琰，鍾繇曾孫女，也就是鍾會某個兄長的孫女。有才德，嫁給西晉將領王渾，生王濟。

## 艺术形象

### 三國演義
小說《三國演義》中，鍾會的登場與史書中大致相同，但有一些細節上的差異。鍾會的名字第一次出現是在一百零七回夏侯霸奔蜀，提及魏國有將才鍾會鄧艾二人正在妙齡，其中對鍾會的描述是「喜讀兵書，深明韜略。司馬懿與蔣濟皆稱其才。」在征毌丘儉、諸葛誕的章回中，具體化描寫了鍾會向司馬師、司馬昭的建策，令司馬昭說出：「君真吾之子房也！」。可看出《三國演義》更強調於鍾會的軍事能力、作為司馬氏謀主的身分，以及與鄧艾的對立。
《三國演義》中鍾會形象頗為複雜。一方面他相當有文化素養，戰略上提出「全國為上」的概念，在壽春主張放歸東吳降卒顯示寬仁，在漢中受到諸葛亮幽靈囑託對百姓秋毫無犯。但另一方面小說也加重描寫其惡劣的行徑，如在收鄧艾一節，寫鍾會「以鞭撻鄧艾之首而罵曰：『養犢小兒，何敢如此！』」但作者亦將鍾會與鄧艾、姜維並列，作詩感嘆三人的才幹與命運。

### 影视
- 1994年電視劇《三國演義》：管越
- 2017年电视剧《军师联盟》：刘岳

### 遊戲
- 真三國無雙系列/無雙OROCHI系列（光榮公司開發，會一太郎配音）

### 漫畫
- 志水明《異鄉之草》（全一冊）中有以鍾會為主角的短篇〈瞼之樂土〉，是基於鍾會與母親張昌蒲之關係的創作。

### 其他
- 《三国志·鍾会传》晋 陈寿
- 《世说新语》南朝宋 刘义庆
- 《晋书》唐 房玄龄
- 《法书要录》唐 张彦远
- 《全三國文·卷二十五》

## 延伸阅读
[在维基数据编辑]
 在维基文库阅读此作者作品
 《三國志/卷28》，出自陳壽《三國志》